# Fragment free
Przełączanie Fragment free jest rozwiązaniem pośrednim między przełączaniem store and forward, a cut-through. Ramka jest przesyłana przez przełącznik odpowiednim portem natychmiast po sprawdzeniu adresów MAC. Taki tryb przesyłania jest zalecany w sieciach szkieletowych.
Ramki są transmitowane jako jednostajny strumień danych. Dlatego konieczne jest zapewnienie takiej samej przepustowości interfejsu wejściowego i wyjściowego.
Przełączanie w trybie fragment free zapewnia podstawową kontrolę błędów. Sprawdzane są pierwsze 64 bajty ramki co pozwala wykryć kolizje i wyeliminować nieprawidłowe ramki (krótsze niż 64 bajty – tzw. ramki kolizyjne powstałe wtedy, gdy dwa komputery w domenie kolizyjnej nadają jednocześnie). Wprowadzane opóźnienie ma wartość około 60 µs.
Ta strategia działania przełącznika ma sens w przypadku istnienia na którymś porcie przełącznika domeny kolizyjnej (czyli gdy np. do któregoś portu przełącznika jest podłączony koncentrator a do niego kilka komputerów).